# Saint-Bazile
Saint-Bazile è un comune francese di 147 abitanti situato nel dipartimento dell'Alta Vienne nella regione della Nuova Aquitania.

## Società

### Evoluzione demografica
Abitanti censiti